# Jurgowska Przełęcz
Jurgowska Przełęcz (słow. Vyšné kačacie sedlo, Vyšné Kačie sedlo, niem. Obere Ententalscharte, węg. Felső-Kacsa-völgyi-csorba) – przełęcz w głównej grani Tatr (w jej fragmencie zwanym Batyżowiecką Granią) położona pomiędzy Zmarzłym Szczytem (Popradský Ľadový štít, 2396 m) a Kaczym Szczytem (Kačací štít, 2401 m). Na północ od przełęczy znajduje się górne piętro Doliny Kaczej, a na południe – Doliny Batyżowieckiej. W grani opadającej na Jurgowską Przełęcz ze Zmarzłego Szczytu wyróżnia się jeszcze jedną przełęcz zwaną Jurgowskimi Wrótkami.
Na Jurgowską Przełęcz nie prowadzi szlak turystyczny ani żadna łatwa droga nieznakowana, dlatego nie ma ona praktycznego znaczenia jako połączenie Doliny Kaczej z Batyżowiecką. Jest odwiedzana przez taterników prawie wyłącznie przy okazji przejść Batyżowiecką Granią.
Polska nazwa przełęczy została jej nadana dla upamiętnienia pasterzy z Jurgowa pasących niegdyś na Polanie pod Wysoką, a okresowo również w dolnym piętrze Doliny Kaczej.
Pierwsze wejście:
- latem – Zygmunt Klemensiewicz, Roman Kordys, Aleksander Znamięcki, 8 sierpnia 1907 r.,
- zimą – Józef Lesiecki, Józef Oppenheim, 13 kwietnia 1914 r.

## Bibliografia

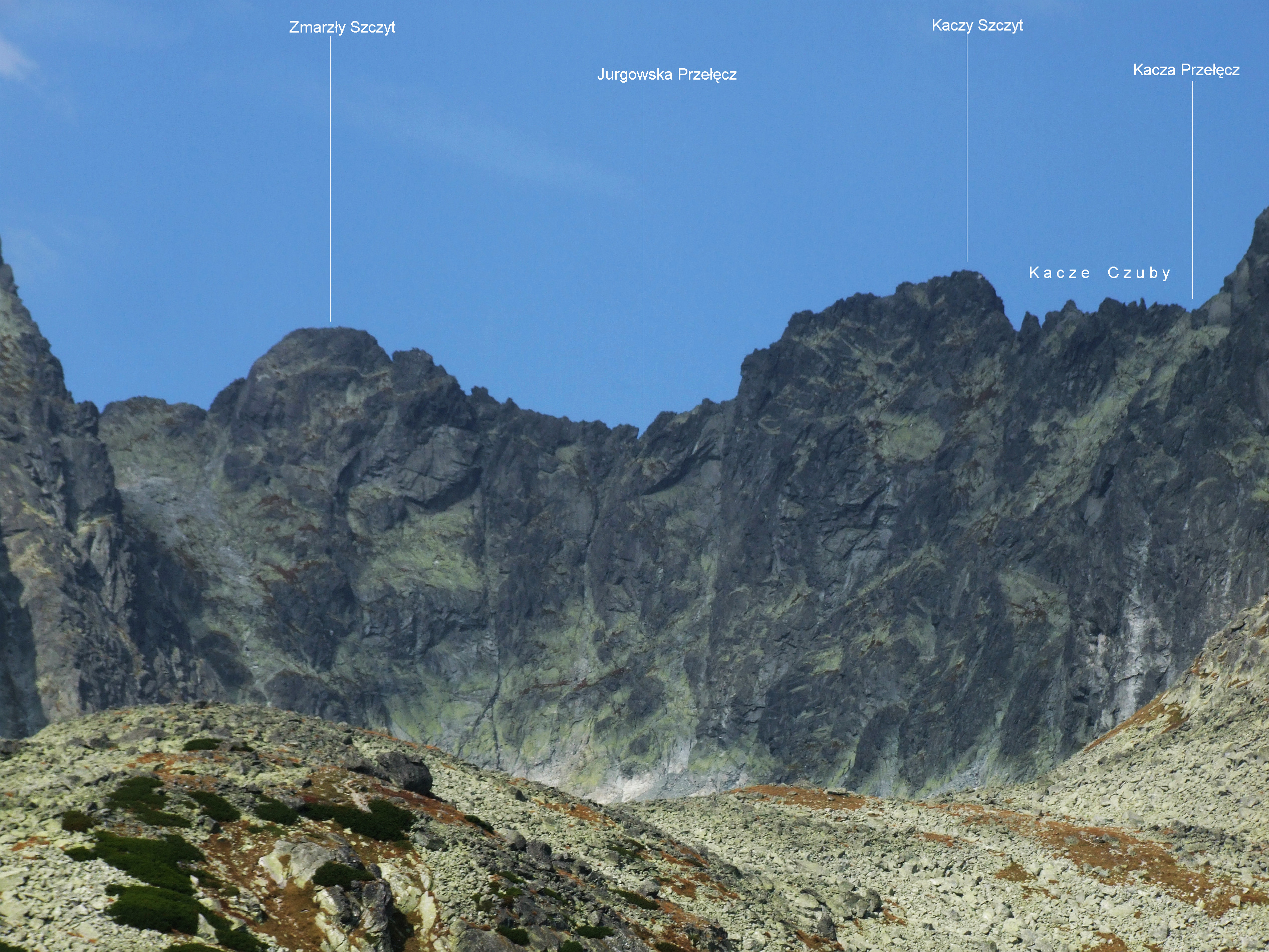
Widok z Doliny Batyżowieckiej